# 10590 Ragazzoni
10590 Ragazzoni este o planetă minoră (asteroid), cu un diametru de 3,951 km, din centura de asteroizi. A fost descoperită pe 24 iulie 1996 la  de Andrea Boattini⁠(d). 
Obiectul prezintă o orbită caracterizată de o semiaxă mare de 2,4017501 UAi, o excentricitate de 0,24, o înclinație de 13,5392 ° în raport cu ecliptica.